# Cheiloceps magnifron
Cheiloceps magnifron is een uitgestorven halfvleugelig insect uit de familie Issidae. De wetenschappelijke naam van deze soort werd voor het eerst geldig gepubliceerd in 2023 door Gnezdilov, Sun en Perkovsky.